# Trevignano
Trevignano – miejscowość i gmina we Włoszech, w regionie Wenecja Euganejska, w prowincji Treviso.
Według danych na rok 2004 gminę zamieszkiwały 9072 osoby, 348,9 os./km².